# Zonerodius
Zonerodius is een geslacht van vogels uit de familie reigers (Ardeidae).

## Soorten
Het geslacht kent de volgende soort:
- Zonerodius heliosylus – Nieuw-Guinese tijgerroerdomp